# 蜜蜂骑士团
蜜蜂骑士团（法語：Ordre de la Mouche à miel）是曼恩公爵夫人露易丝-本尼迪克特·德·波旁于1703年所创建的一个骑士团。

## 历史

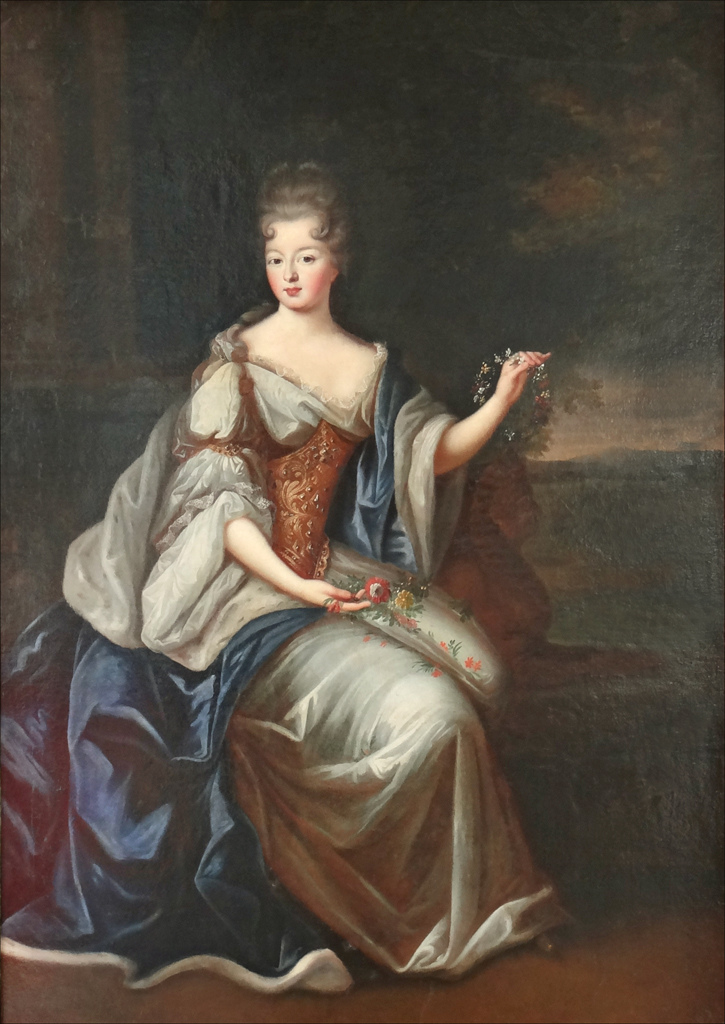
曼恩公爵夫人露易丝-本尼迪克特·德·波旁，蜜蜂骑士团的创立者

曼恩公爵夫人以腰细如蜂和易怒的脾气闻名，因此在其自己的宫廷中被称作“蜂后”（La Reine des Abeilles），她对这个称号很是中意，因厌恶曼特农夫人所支配的凡尔赛宫廷，于是在索镇的城堡（今索镇公园）组织了一个以她为中心的小宫廷。1703年6月11日，她在宫廷中戏仿各大骑士团的形式，设立了以自己为团长的蜜蜂骑士团，任命了39名骑士。
该骑士团的象征为蜜蜂，座右铭为“蜜蜂虽小，蜇人凶狠”（Piccola si, ma fa pur gravi le ferite，直译为“它虽然小，但能造成很重的伤”）。就是这句诗让公爵夫人有了建立骑士团的想法。此句诗出自托尔夸托·塔索的《阿明塔》。在入团仪式时，团员需要说：“我以神圣的伊米托斯山起誓”（Je jure par les abeilles du Mont Hymette）等等，许梅托斯山是位于阿提卡的山脉，古希腊时期以养蜂业闻名。
该骑士团解散的时间不详，在其成立二百周年之际，根据杜瓦尔-特莱皮耶（Duval-Trépied）的倡议，该骑士团于1903年重新成立。

## 徽章
该团徽章为金制，柠檬黄色绶带，1703年11月铸成。
徽章正面为曼恩公爵夫人头像，周围文字为“L. BAR. D. SC. D.P.D.L.O.D.L.M.A.M”，是“索镇女男爵露易丝，蜜蜂骑士团永远的大团长”（Ludovise baronne de Sceaux, dictatrice perpétuelle de l'ordre de la Mouche à miel）的缩写。
背面为一只在蜂房旁飞舞的蜜蜂，周围文字为该团座右铭：“蜜蜂虽小，蜇人凶狠”（Piccola si, ma fa pur gravi le ferite）。

## 成员
该骑士团著名成员有：伏尔泰、孟德斯鸠、夏特莱侯爵夫人、亨利·弗朗索瓦·德·阿格索、让·勒朗·达朗贝尔、贝尔纳·勒·布耶·德·丰特奈尔、加布里埃尔·博诺·马布利等等。

## 文学
蜜蜂骑士团在大仲马以真实历史为基础的小说《阿芒得骑士》中登场过，小说中详细描绘了蜜蜂骑士团入团仪式的场面，据大仲马本人在书中所述，“我所引用的有关仪式的一切详细情节，都是符合历史的真实”。